# Два с половиной империала — двадцать пять рублей золотом 1896 года
Два с половиной империала — двадцать пять рублей золотом 1896 года — монета из золота, чеканившаяся на Санкт-Петербургском монетном дворе во времена правления Николая II. Является донативной монетой. На аверсе данной монеты изображён правый профильный портрет Николая II, на реверсе — герб Российской империи — двуглавый орёл.

## История
С 1895 по 1898 год была проведена денежная реформа, которая предполагала чеканку монет без сокращения веса в империалах, но их массовое производство не было исполнено. Однако в 1896 году чеканятся два с половиной империала — двадцать пять рублей золотом, относящийся к разряду донативных монет. Были выпущены по случаю коронации Николая II в количестве 301 экземпляров.

### Описание
Эта монета была выполнена из золота 900 пробы; её диаметр составляет 33,6 мм, а вес равен 32,26 г, чистого золота — 29,03 г. На гурте надпись «ЧИСТАГО ЗОЛОТА 6 ЗОЛОТНИКОВ 77,4 ДОЛИ ★».
На аверсе империала изображён правый профильный портрет Николая II. Круговая надпись: «Б. М. НИКОЛАЙ II ИМПЕРАТОРЪ И САМОДЕРЖЕЦЪ ВСЕРОСС.». Зубчатый ободок расположен по краю. На реверсе изображён герб Российской империи конца XIX века — императорский орёл в точечном ободке. Круговая надпись: «❀ 2 ½ ИМПЕРІАЛА ❀ 25 РУБЛЕЙ ЗОЛОТОМЪ. 1896 Г.». Зубчатый ободок расположен по краю.
Существует 2 варианта двух с половиной империала:
| Два с половиной империала — двадцать пять рублей золотом 1896 года | Два с половиной империала — двадцать пять рублей золотом 1896 года | Два с половиной империала — двадцать пять рублей золотом 1896 года | Два с половиной империала — двадцать пять рублей золотом 1896 года | Два с половиной империала — двадцать пять рублей золотом 1896 года | Два с половиной империала — двадцать пять рублей золотом 1896 года |
| Год                                                                | Номер по каталогу Биткина                                          | Ориентировочная редкость по каталогу Биткина                       | Разновидность                                                      | Описание разновидности                                             | Тираж                                                              |
| ------------------------------------------------------------------ | ------------------------------------------------------------------ | ------------------------------------------------------------------ | ------------------------------------------------------------------ | ------------------------------------------------------------------ | ------------------------------------------------------------------ |
| 1896                                                               | #312                                                               | R2                                                                 | —                                                                  | —                                                                  | 301                                                                |
| 1896                                                               | #313                                                               | R4                                                                 | —                                                                  | —                                                                  | —                                                                  |